# Felix zu Hohenlohe-Oehringen

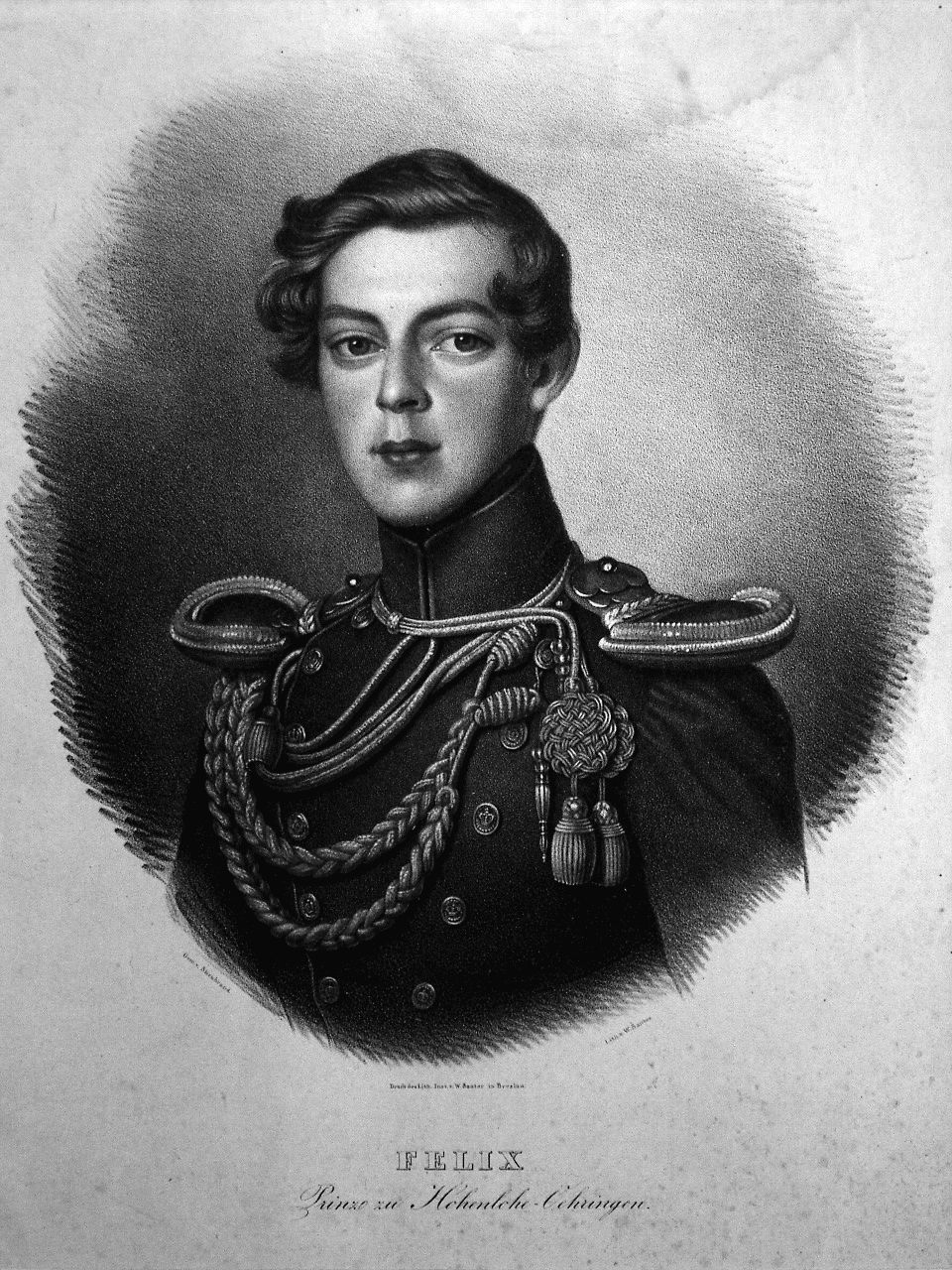
Prinz Felix zu Hohenlohe-Öhringen

Felix Eugen Wilhelm Ludwig Albrecht Karl Prinz zu Hohenlohe-Oehringen (* 1. März 1818 in Öhringen; † 8. September 1900 in Asnières-sur-Seine, Frankreich) war ein deutscher hochadeliger Politiker, württembergischer Oberst und Adjutant des Königs von Württemberg.

## Leben
Er war Sohn des Fürsten August von Hohenlohe-Oehringen (1784–1853) aus dem Haus Hohenlohe-Öhringen und der Luise von Württemberg (1789–1851), Tochter des Herzogs Eugen Friedrich Heinrich von Württemberg, dem Begründer der Linie Carlsruhein Oberschlesien, und dessen Ehefrau Prinzessin Luise zu Stolberg-Gedern.
Prinz Felix war Förderer und Ehrenpräsident der 1853 in Darmstadt gegründeten Bank für Handel und Industrie. Zudem engagierte er sich im Allgemeinen deutschen Verein zum Schutze der vaterländischen Arbeit, dessen Präsident er war. Zeitweilig hielt er Besitz an dem im heutigen Berlin-Lichterfelde befindlichen Rittergütern Giesensdorf, Anteil I. und II, welche er schuldenhalber abgeben musste und 1865 in die Versteigerung gingen.

## Familie
Prinz Felix zu Hohenlohe-Oehringen heiratete 1851 Alexandrine Friedrike Wilhelmine von Hanau (1830–1871), die unehelich geborene, zweitälteste Tochter des Kurfürsten Friedrich Wilhelm I. von Hessen-Kassel (1802–1875) und seiner späteren Ehefrau Gertrude, spätere Fürstin von Hanau und zu Hořowitz (1803–1882). Aus der Ehe gingen sechs Kinder hervor, darunter die beiden Söhne Kraft Prinz zu Hohenlohe-Öhringen (1861–1939) und Alexander Prinz zu Hohenlohe-Öhringen (1871–1929), der seit 1895 als Freiherr von Gabelstein in Erscheinung trat.